# 32e brigade mécanisée
Pour les articles homonymes, voir 32e brigade.
La 32e brigade mécanisée (en ukrainien : 32-га окрема механізована бригада, abrégé en 32 ОМБр ; numéro d'unité militaire A4784) est une grande unité d'Infanterie mécanisée de l'Armée de terre ukrainienne.

## Historique

### Invasion russe de l'Ukraine

#### Création
Mise sur pied à partir du 9 février 2023, la 32e brigade mécanisée est une unité de réserve, destinée à une contre-offensive,. Elle fait partie des neuf nouvelles brigades créées par l'Ukraine, équipées avec des blindés occidentaux. La brigade est la deuxième unité à recevoir des véhicules M2 Bradley fournis par les États-Unis, mais les équipages ont été réaffectés à la 47e brigade mécanisée à leur arrivée en Ukraine en 2023.

#### Secteur Svatove-Koupiansk (juin 2023 - juin 2024)
En juin 2023, la brigade est montée en ligne dans l'oblast de Louhansk, au nord de Svatove près de Novoselivske. Lourdement attaquée par les troupes russes en juillet (au même titre que la 66e brigade mécanisée voisine), elle est soutenue par la 14e mécanisée et la 25e aéroportée. Le 10 novembre, elle reçoit officiellement de nouvelles armoiries, qui remplaçaient celles provisoires précédemment attribuées. Elle est ensuite déplacée plus au nord pour contenir l'offensive russe sur Koupiansk.

#### Bataille de Toretsk (juillet - août 20224)
En juillet 2023, la brigade est déployée près de Toretsk pour appuyer la 41e brigade mécanisée. Celle-ci, qui relayait la 24e brigade mécanisée, s'est retrouvée en grande difficulté et a perdu ses positions à Niou-Iork et laisser une brèche de 3 km exploitée par les Russes due à un commandement défaillant,. La brigade est ensuite déplacée dans le nord de l'oblast de Soumy en prévision d'un attaque russe.

## Structure

### Ordre de bataille
- état-major de la brigade ;
  - 
    -  compagnie de protection du QG ;

  -  1er bataillon mécanisé ;
  -  2e bataillon mécanisé ;
  -  3e bataillon mécanisé ;
  -  41e bataillon de fusiliers (unité militaire A4066) ;
  -  403e bataillon de fusiliers (unité militaire A4835, garnison de Jytomyr) ;
  -  405e bataillon de fusiliers ) (unité militaire A4863, garnison de Chernihiv) ;
  -  Bataillon de chars ;
  -  Groupe d'artillerie de la brigade :
    - 
      -  État-major du groupe d'artillerie ;
      -  Unité de contrôle et d'acquisition de cibles ;

    -  1er bataillon d'artillerie automotrice [12] ;
    -  2e bataillon d'artillerie tractée (des obusiers D-30) ;
    -  Bataillon de lance-roquettes multiples ;
    -  Bataillon antichar ;

  -  Bataillon antiaérien (avec des missiles sol-air) ;
  -  Bataillon de drone "Umbrella"
  -  compagnie de reconnaissance ;
  -  Bataillon du génie ;
  -  Bataillon logistique ;
  -  Compagnie de transmissions ;
  -  Bataillon de maintenance ;
  -  Compagnie de radar (désignation d'objectifs) ;
  -  Compagnie médicale (soins et évacuation) ;
  -  Compagnie de protection NRBC.

### Matériel et équipements
- un bataillon de chars équipé de T-64BV mod.2017 ;
- trois bataillons mécanisés dotés de véhicules M113, Humvee et Roshel Senator ;
- un groupe d'artillerie avec des pièces de 2S1 Gvozdika et BM-21 Grad.

## Traditions

### Insignes
De février au 10 novembre 2023

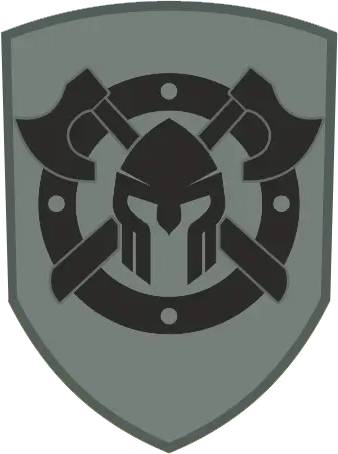
Insigne d'arme de la brigade du 9 2 2023 au 10 11 2023 (non approuvé).

Le 10 novembre 2023, la brigade reçoit officiellement son nouvel insigne, qui remplaçe l'insigne provisoire et non approuvé précédent.
depuis Fin 2023
Description de l'insigne :

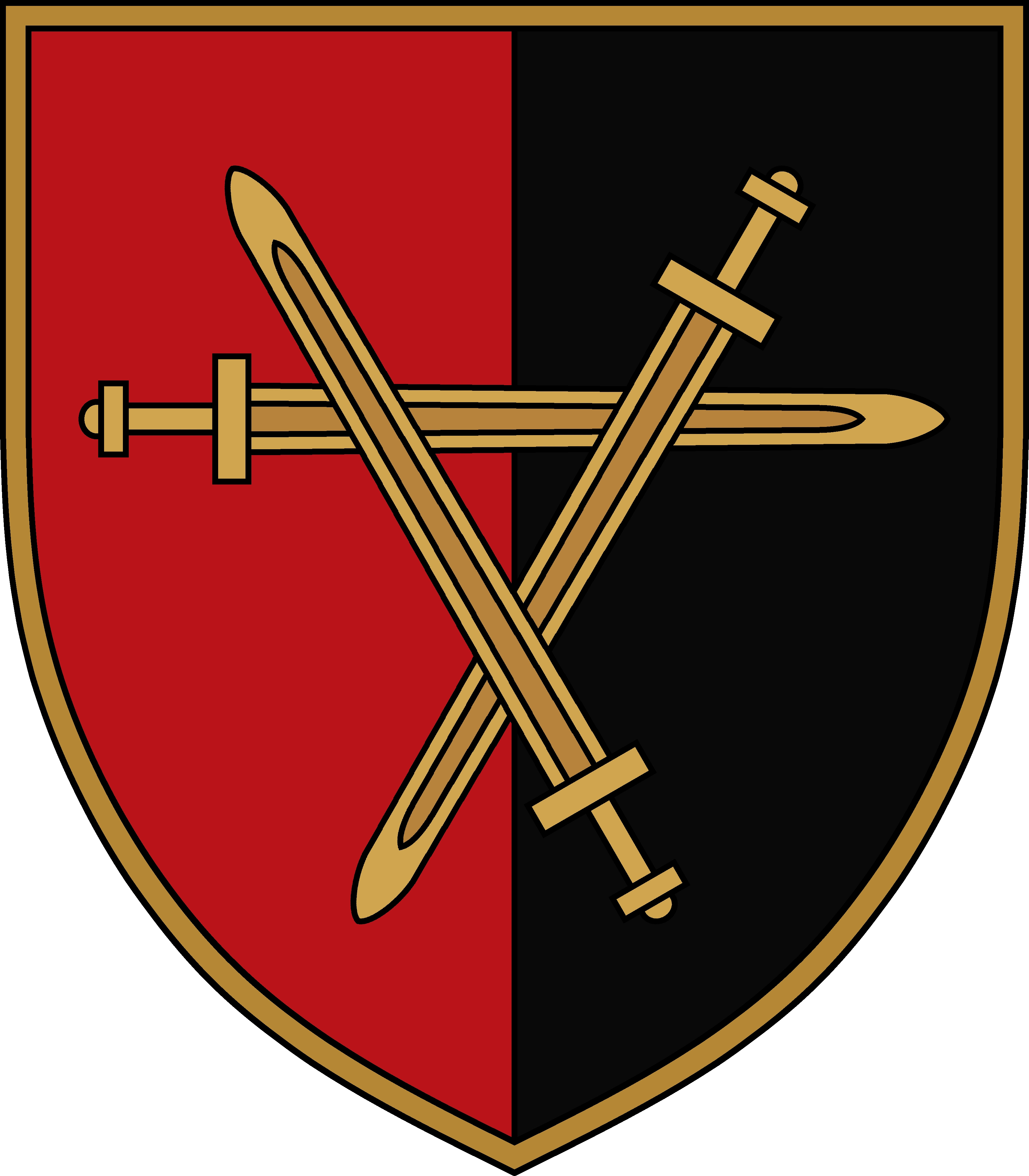
Insigne d'arme de la brigade depuis le 10 11 2023.

- insigne d'arme : parti de gueules et de sable ; à trois glaives d'or entrelacés en triangle versé brochants sur la partition
- insigne d'épaule de combat : même chose mais utilisation de couleurs désaturées pour des raisons de camouflage.

Symbolique des couleurs et figures utilisées :
- La couleur rouge représente le sang des combattants pour la liberté et l'indépendance de l'Ukraine, et la couleur noire symbolise la terre ukrainienne. Entre les XVIe et XVIIIe siècles, les cosaques du Sitch zaporogue arborent des bannières rouge et noire en même temps que des bannières jaune et bleue. Puis, en 1916, les membres de l'ordre « Chevalerie de l'Éperon de Fer » utilisent un brassard rouge et noir frappé d'un éperon de cavalerie en même temps qu'une cocarde jaune et bleue. Toujours en 1916, l'organisation scoute Ordre de l’Éperon de fer reprend les couleurs rouge et noire ainsi que l'éperon de cavalerie pour son insigne. Dans les années 20, l'organisation scoute ukrainophone de Galicie, alors en Pologne Les diables de la forêt (uk) (en ukrainien : Лісові чорти), utilise pour la première fois un drapeau rouge et noir et le cite dans leur chant scout de deux couplets « Hey hou, hey ha » (en ukrainien : Гей гу, гей га). En 1929, l'OUN reprend la chanson en remplaçant "rouge et noir" par "jaune et bleu" pour correspondre à son drapeau, en y ajoutant des couplets révolutionnaires. En 1938, à la suite de la scission de l'OUN, l'organisation de Bandera, pour se distinguer de l'OUN-M qui a conservé le drapeau jaune et bleu, adopte le drapeau rouge et noir frappé du logo de l'OUN et réintroduit "rouge et noir" dans la chanson désormais révolutionnaire Hey hou, hey ha (uk). Depuis, le drapeau rouge et noir est le symbole de la résistance ukrainienne, quelle que soit la couleur politique de l'organisation qui est indiquée par le logo ou l'insigne au centre du drapeau. Les drapeaux de motivation de l'armée ukrainienne sont soit rouge et noir, soit bleu et jaune frappés de l'insigne de l'unité[13],[14],[15],[16].
- Les trois épées croisées sont le symbole de la volonté de protéger la patrie et de vengeance sanglante.  La première épée est celle de Sviatoslav le Brave, la seconde est l'épée légendaire du dieu grec Arès et la troisieme un Acinace, le poignard long des scythe, les trois représentent l'héritage des traditions militaires ukrainiennes[17].